# Montigny (Calvados)
Montigny ist eine französische Gemeinde mit 90 Einwohnern (Stand: 1. Januar 2022) im Département Calvados in der Region Normandie. Sie gehört zum Arrondissement Caen und zum Kanton Évrecy. Die Einwohner werden als Montanusiens bezeichnet.

## Geografie
Montigny liegt rund 20 km südwestlich von Caen. Umgeben wird die Gemeinde von Maisoncelles-sur-Ajon im Nordwesten und Norden, Préaux-Bocage im Nordosten, La Caine im Osten und Südosten, Thury-Harcourt-le-Hom im Süden sowie Courvaudon in südwestlicher und westlicher Richtung.

## Bevölkerungsentwicklung
| Jahr                             | 1793 | 1836 | 1876 | 1926 | 1946 | 1968 | 1990 | 2016 |
| Einwohner                        | 241  | 222  | 164  | 144  | 95   | 96   | 71   | 96   |
| Quelle: Cassini, EHESS und INSEE |      |      |      |      |      |      |      |      |

## Sehenswürdigkeiten
- Kirche Saint-Gerbold und Saint-Jacques
- Herrenhaus
- Lavoir (Waschhaus)

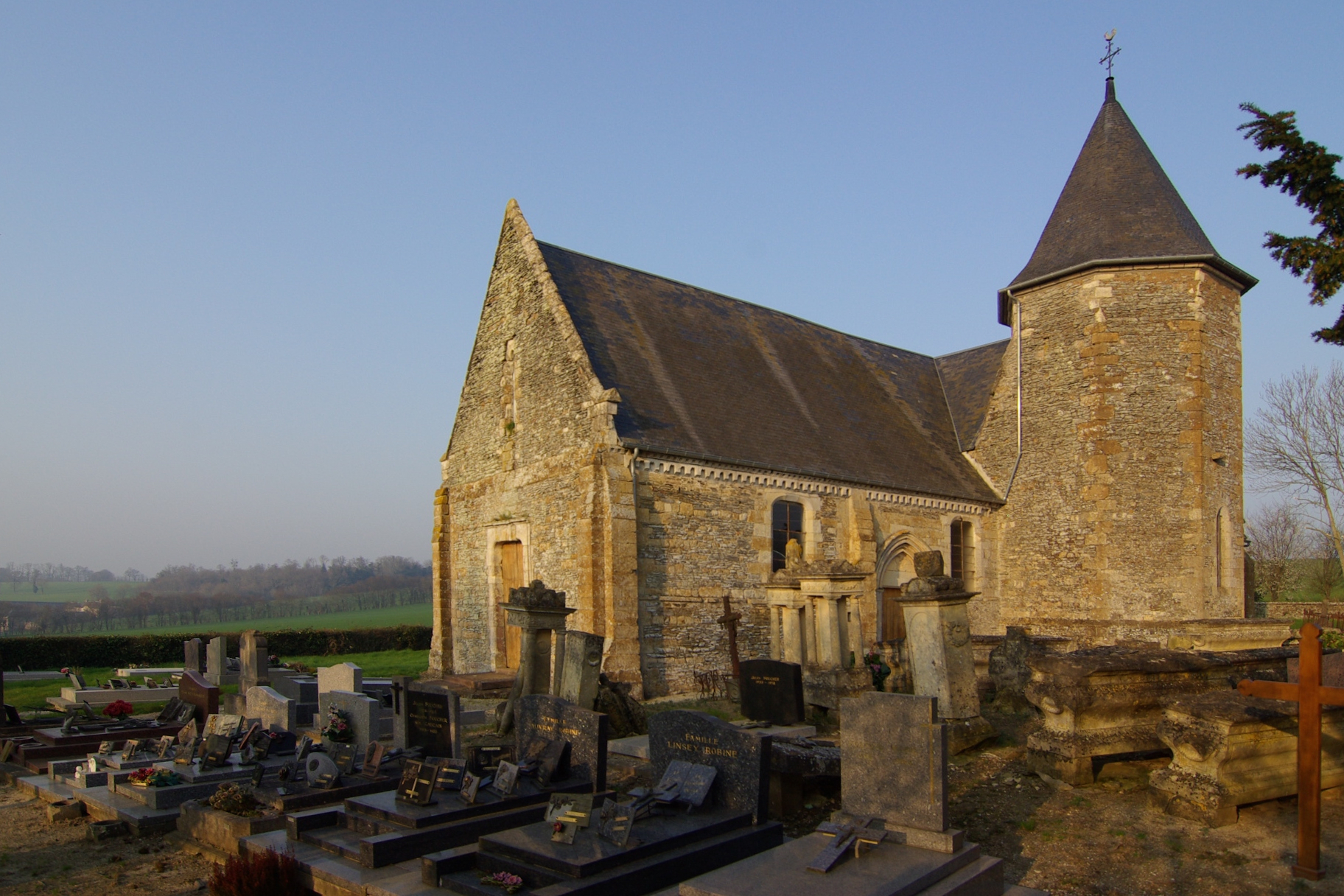
Kirche Saint-Gerbold-Saint-Jacques
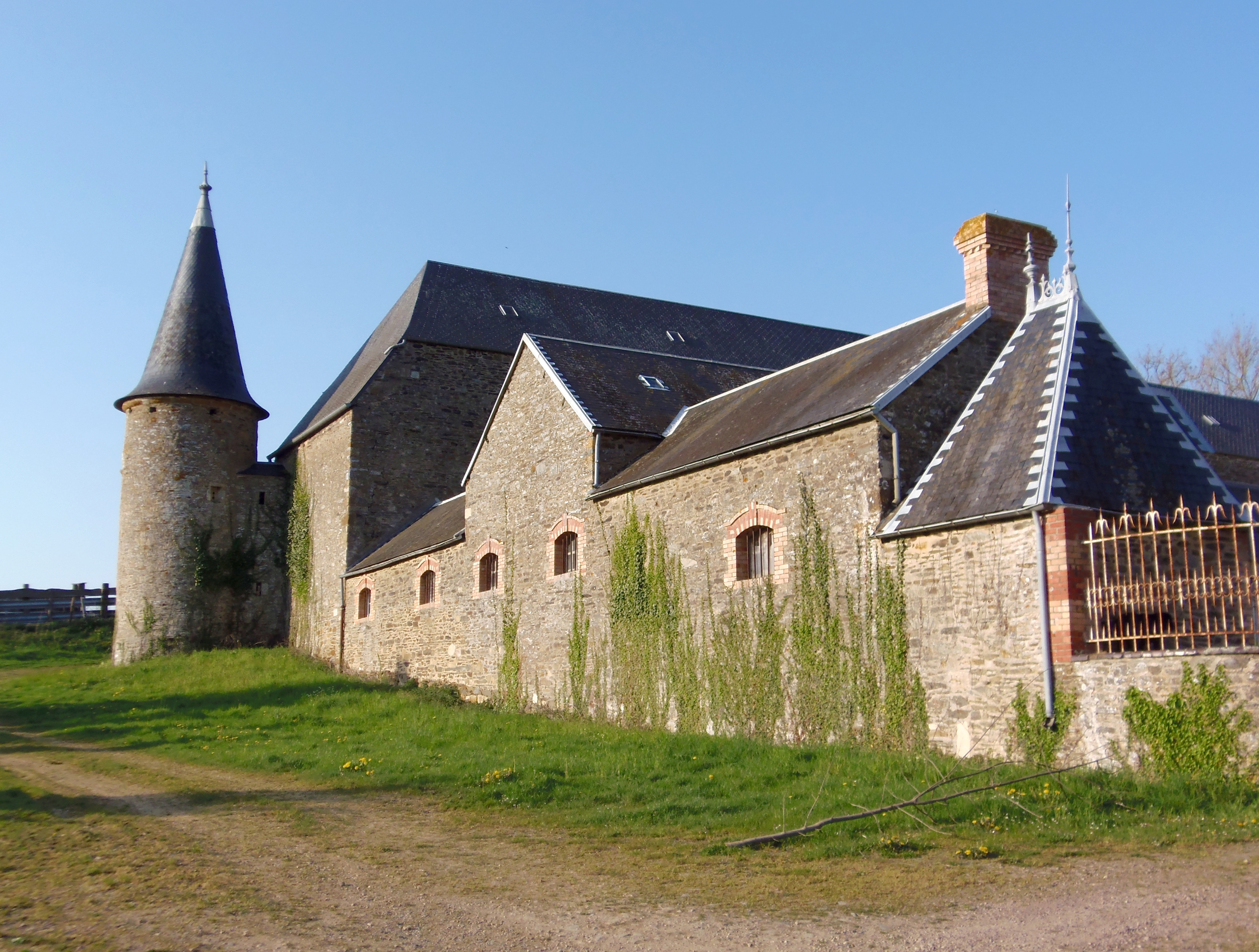
Herrenhaus
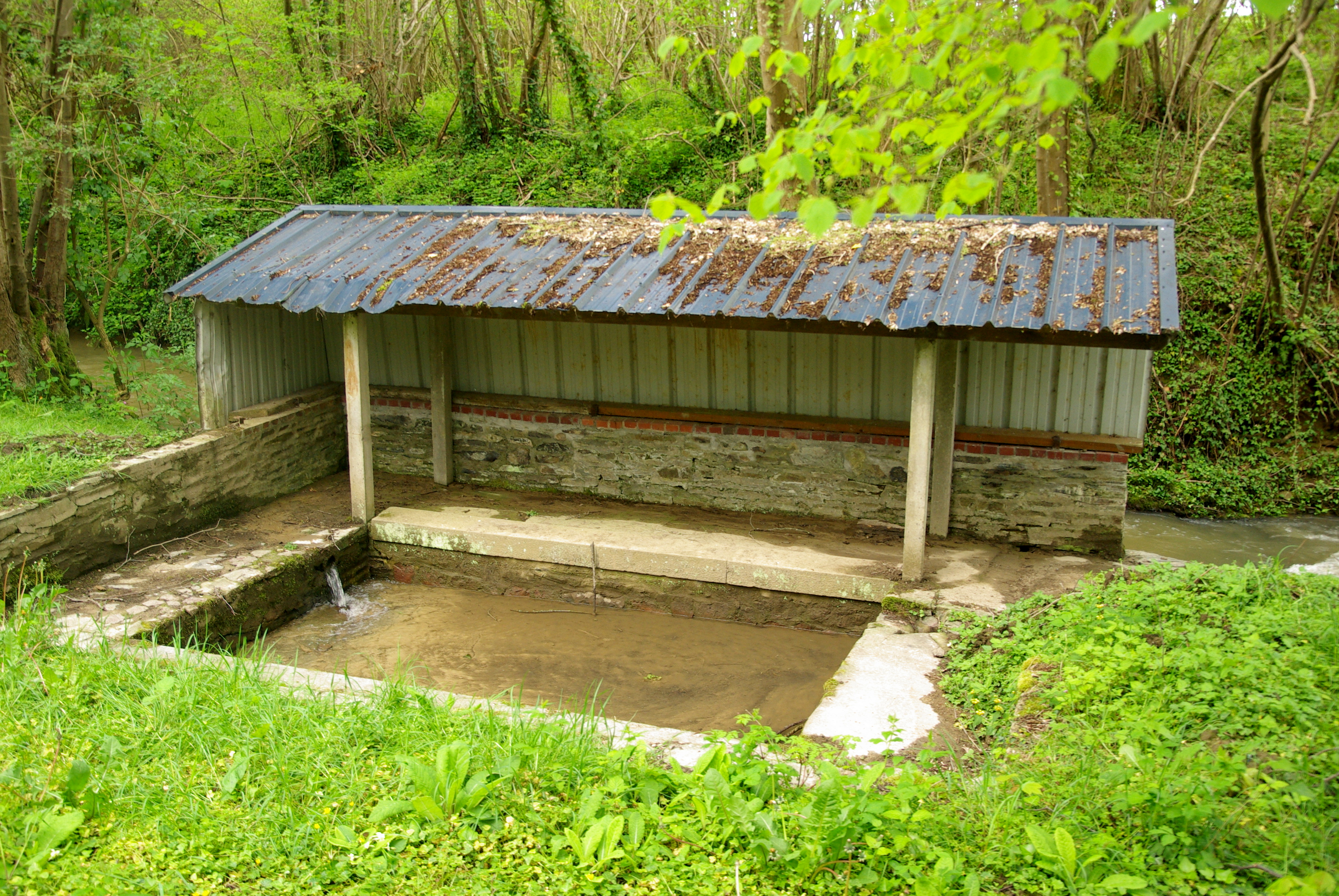
Waschhaus